# 맛있는 우유 GT
맛있는 우유 GT는 대한민국에서 만든 우유로 남양유업이 생산하고 있다. GT는 Good Taste의 약자로, 맛에 집중한 우유를 표방하며, 세균수 1A 등급, FDA 품질 기준 120가지 통과등 품질 관리에 힘쓰고 있다.

## 주요 제품
- 맛있는 우유 GT
- 맛있는 우유 GT 저지방
- 맛있는 우유 GT 락토프리
- 맛있는 우유 GT 슈퍼밀크
- 맛있는 우유 GT 가공유
- 맛있는 우유 GT 카페마스터스
- 맛있는 우유 GT 아침의 선물

## 같이 보기
- 남양유업
- 우유